# Fominobene
Il fominobene (nella fase sperimentale conosciuto anche con la sigla PB89), usato come sale cloridrato, è un composto dotato di proprietà antitussive, ad attività centrale simile a quella della codeina. Il farmaco è stato venduto in diversi paesi europei dalla ditta farmaceutica Boehringer Ingelheim con il nome commerciale di Noleptan nella forma farmaceutica di sospensione al 16% di principio attivo e di compresse da 160 mg. Disponibile anche in forma di fiale iniettabili per via endovenosa.

## Farmacodinamica
Fominobene inibisce il centro della tosse a livello del midollo allungato, senza esercitare alcun effetto depressivo, sedativo od analgesico a livello del sistema nervoso centrale (SNC). L'azione antitussiva di 40–80 mg della molecola equivalgono a quelli secondari a 15–30 mg di codeina.

Il farmaco presenterebbe anche un'attività analettica respiratoria e migliorerebbe i parametri spirometrici ed emogasometrici aumentando la tensione arteriosa di ossigeno (O2) e la saturazione d'ossigeno (SpO2).
Per quanto attiene all'effetto analettico è stato rilevato che fominobene determina un incremento della pressione parziale di ossigeno (PaO2) verosimilmente secondario ad un'aumentata ventilazione alveolare, conseguente a sua volta a un'aumentata stimolazione del centro del respiro polmonare. I miglioramenti osservabili nei gas del sangue (O2 e CO2) sono verosimilmente legati a una migliore corrispondenza nel rapporto ventilazione/perfusione.

## Farmacocinetica
A seguito di somministrazione per via orale il fominobene viene assorbito rapidamente dal tratto gastroenterico. Il picco di concentrazione plasmatica (Cmax) è raggiunto entro 2 ore dall'assunzione. Il farmaco si distribuisce bene in molti tessuti biologici, ma in particolare nei tessuti intestinali, nel fegato e nel rene. L'emivita plasmatica del composto è di circa 7-9 ore. L'eliminazione del farmaco dall'organismo avviene principalmente attraverso l'emuntorio renale.

## Tossicologia
Studi sperimentali sugli animali (nel topo e nel ratto) hanno messo in evidenza valori della DL50 pari rispettivamente a 2200 mg/kg e 1250 mg/kg peso corporeo, quando il composto viene assunto per os. la DL50 in caso di somministrazione per via intraperitoneale è invece pari a 630 mg/kg e 1201 mg/kg.

## Usi clinici
Il fominobene cloridrato è indicato nel trattamento delle tossi secche e stizzose (ad esempio quella che si accompagna alla pertosse) eventualmente accompagnate da insufficienza respiratoria (come nelle classiche bronchiti croniche ostruttive ed enfisema dei fumatori).

## Effetti collaterali e indesiderati
Durante il trattamento sono relativamente frequenti effetti avversi di tipo gastrointestinale, in particolare nausea, vomito, diarrea, dolore addominale e bruciore in sede epigastrica. Possono verificarsi anche cefalea, tremore, vertigini. A dosaggi elevati è possibile che si manifestino crisi convulsive. Raramente, ed in genere a seguito di somministrazione endovenosa, in alcuni pazienti sensibili si può manifestare tachicardia.

## Controindicazioni
Il farmaco è controindicato nei soggetti con ipersensibilità individuale nota al principio attivo oppure ad uno qualsiasi degli eccipienti della formulazione farmaceutica. È inoltre controindicato in tutte quelle situazioni in cui il riflesso della tosse assume un rilievo di meccanismo difensivo e nella tosse del paziente affetto da asma bronchiale (scatenata normalmente dal broncospasmo, che deve essere corretto).

## Dosi terapeutiche
Il farmaco viene somministrato in dosi di 160 mg (equivalenti a 10 ml di sospensione), 2-3 volte al giorno, per via orale. In alternativa è possibile ricorrere all'iniezione endovenosa lenta, utilizzando dosi pari a 40–80 mg, 2-3 volte al giorno.

## Gravidanza e allattamento
Ad oggi non esistono dati sicuri ed affidabili sull'utilizzo di fominobene sufficienti per valutarne il profilo di sicurezza d'impiego in donne in stato di gravidanza. Per questo motivo il farmaco non deve essere somministrato durante il primo trimestre di gravidanza. Nei trimestri successivi il farmaco può essere utilizzato solo dopo una attenta valutazione del rapporto rischio/beneficio.

## Avvertenze
Il farmaco deve essere assunto a stomaco pieno.